# Raul Gil
Raul Gil (São Paulo, 27 gennaio 1938) è uno showman, attore e cantante brasiliano con cittadinanza spagnola.

## Biografia
Figlio di immigrati spagnoli, dopo essere stato bocciato a diciassette provini televisivi e radiofonici è stato scoperto da Hebe Camargo, che l'ha voluto accanto a sé in uno dei suoi programmi. Ha quindi iniziato a esibirsi in vari spettacoli all'aperto, circhi, feste. Ha poi lavorato con artisti già da tempo affermati come Adoniran Barbosa e María Teresa. Nel dicembre del 1958 ha cantato in una trasmissione di Sonia Ribeiro e nel programma Alegria dos Bairros di Geraldo Blota. Si è in seguito proposto come umorista e imitatore di cantanti, per poi diventare uno showman completo, alla guida di trasmissioni di successo (spesso affiancato da Marly Marley), lavorando per tutti i più importanti circuiti televisivi brasiliani ad eccezione di Rede Globo e RedeTV!. Ha anche partecipato ad alcuni film.

## Vita privata
Dal 1960 è sposato con la scrittrice Carmem Sanchez Gil, che l'ha reso padre dei giornalisti Nanci Gil e Raul Gil Junior. È zio dell'umorista Marquito.